# Jules Bufquin des Essarts
Jules Bufquin des Essarts (Charleroi, 22 janvier 1849 - La Rochelle, 11 septembre 1914), est un homme politique wallon, membre du Parti ouvrier belge (POB) et journaliste.

## Biographie
Jules Charles Louis Bufquin des Essarts, né à Charleroi en 1849, est le fils de Louis-Xavier Bufquin des Essarts, directeur du Journal de Charleroi. Sa famille, d'origine française, avait de fortes convictions républicaines et s'était réfugiée pour cette raison à Charleroi durant la monarchie de Juillet. Il est également l'oncle de Marius Bufquin des Essarts, député suppléant à la Chambre des représentants.
En 1880, il succède à son père comme directeur du Journal de Charleroi. Il donne au quotidien une orientation libérale, progressiste, puis socialiste. Choqué par la répression sanglante du mouvement de grève belge de 1886 par le gouvernement qui ordonne aux troupes du général Alfred van der Smissen qui donne l'ordre de tirer sur les grévistes sans sommation lors de la fusillade de Roux des 26-27 mars qui fit de nombreuses victimes. Jules Bufquin des Essarts démissionne en avril de ses fonctions de secrétaire de l'association des maîtres de forges de Charleroi et met son journal au service du mouvement ouvrier.
Ce journaliste, directeur du Journal de Charleroi, évolue au cours des années 1886-1894, du libéralisme progressiste au socialisme, via le rationalisme, et via l'Union libérale démocratique (1890) et la Fédération démocratique de Charleroi (1893)[réf. nécessaire]. 
Président (à partir de 1882) de la société de Libre Pensée L'Émancipation à Charleroi et de la Fédération rationaliste de Charleroi (1883), fondateur du Temple de la Science (1893), il fut également actif au sein de la Fédération nationale des sociétés de libres penseurs et de la loge maçonnique carolorégienne « La Charité »[réf. nécessaire].
Figure de proue du socialisme carolorégien, il fut sénateur provincial du P.O.B. pour le Hainaut en novembre 1894, il siège seulement quatre mois avant de démissionner pour donner la priorité à la direction de son journal. Cela ne l'empêche nullement d'exposer à la tribune de l'assemblée ses convictions républicaines lors de débats sur les dotations accordées aux membres de la famille royale. Refusant de voter celles-ci, il déclare lors de la séance du 21 décembre 1894 que la question de la république a été mise en avant par les socialistes dans les arrondissements de Charleroi, Mons et Liège et, interpellant les sénateurs du parti catholique : « si 300 000 voix se sont prononcées, aux dernières élections, pour les socialistes, vous devez bien vous faire à cette idée que ces 300 000 voix socialistes sont républicaines »[réf. nécessaire].
Il fut également premier échevin et bourgmestre de Mont-sur-Marchienne de 1912 à 1914.
Il meurt le 11 septembre 1914 à La Rochelle. Ses cendres sont rapatriées de France et il a droit, le 20 juin 1920, à des funérailles organisées par les groupes socialistes, syndicalistes, jeunes gardes et cercles de libre pensée. Il  est inhumé au cimetière de Mont-sur-Marchienne.